# Samodzielna funkcja techniczna w budownictwie
Samodzielna funkcja techniczna w budownictwie – jednoosobowa działalność związana z koniecznością fachowej oceny zjawisk technicznych lub samodzielnego rozwiązania zagadnień architektonicznych i technicznych oraz techniczno-organizacyjnych zdefiniowana w przepisach polskiego prawa. Szczególnie jest to działalność obejmująca następujące zagadnienia:
1. projektowanie, sprawdzanie projektów architektoniczno-budowlanych i sprawowanie nadzoru autorskiego,
2. kierowanie budową lub innymi robotami budowlanymi,
3. kierowanie wytwarzaniem konstrukcyjnych elementów budowlanych oraz nadzór i kontrola techniczna wytwarzania tych elementów,
4. wykonywanie nadzoru inwestorskiego,
5. sprawowanie kontroli technicznej utrzymania obiektów budowlanych.

Prowadzenie samodzielnie działalności obejmującej zagadnienia określone w powyższych przepisach prawa (punktach artykułu 12 ust.1 Ustawy Prawo budowlane) jest możliwe tylko po spełnieniu określonych warunków w tej ustawie podanych. Zarówno wymienione szczególne funkcje, jak i precyzujące je warunki dotyczą ich sprawowania wyłącznie na terenie Rzeczypospolitej Polskiej.

## Warunki działalności
Samodzielne funkcje techniczne w budownictwie wymienione powyżej mogą pełnić wyłącznie osoby, które spełniają następujące warunki:
- posiadają odpowiednie wykształcenie techniczne i praktykę zawodową, dostosowane do rodzaju, stopnia skomplikowania działalności i innych wymagań związanych z wykonywaną funkcją, stwierdzone decyzją, zwaną „uprawnieniami budowlanymi”, wydaną przez organ samorządu zawodowego[2],
- posiadają kwalifikacje zawodowe, które określono na podstawie przepisów odrębnych niż zawarte w ustawie prawo budowlane[3].
- są wpisane (art. 12 ust. 7 p.b.),
  - do centralnego rejestru (w drodze decyzji),
  - na listę członków właściwej izby samorządu zawodowego, z potwierdzeniem stosownym zaświadczeniem, którego wydanie łączy się z opłaceniem składek na izbę i obligatoryjnego ubezpieczenia od odpowiedzialności cywilnej,
- lub są obywatelami państw członkowskich Unii Europejskiej (art. 12a U.p.b.) i spełniają określone w ustawie warunki.

Według ustawy o samorządach zawodowych architektów i inżynierów budownictwa prawo wykonywania samodzielnych funkcji technicznych w budownictwie przysługuje wyłącznie osobom wpisanym na listę członków właściwej izby samorządu zawodowego. Ta ustawa nie definiuje innych szczególnych funkcji niż wymienione w ustawie prawo budowlane.

## Zakres działalności
Samodzielnie działalność techniczną w budownictwie prowadzi się w zakresie prac projektowych lub robót budowlanych objętych potwierdzonym wykształceniem i praktyką (zakres posiadanej specjalności określony w uprawnieniach budowlanych). Pełnienie samodzielnej funkcji technicznej w budownictwie bez posiadania prawa do pełnienia tej funkcji zagrożone jest sankcją grzywny, ograniczenia wolności albo pozbawienia wolności do roku (art. 91 p.b.).
Organami samorządu zawodowego wydającymi uprawnienia budowlane są organy określone w ustawie z dnia 15 grudnia 2000 r. o samorządach zawodowych architektów oraz inżynierów budownictwa (Dz.U. z 2019 r. poz. 1117).